# Саннікандро-ді-Барі
Саннікандро-ді-Барі (італ. Sannicandro di Bari) — муніципалітет в Італії, у регіоні Апулія, метрополійне місто Барі.
Саннікандро-ді-Барі розташоване на відстані близько 380 км на схід від Рима, 15 км на південь від Барі.
Населення — 9943 особи (2014).
Щорічний фестиваль відбувається останньої неділі червня. Покровитель — san Giuseppe.

## Демографія
Населення за роками:

Станом на 1 січня 2023 року в муніципалітеті офіційно проживало 535 іноземців з 47 країн, серед них 96 громадян країн Євросоюзу та 4 громадяни України.

## Сусідні муніципалітети
- Аккуавіва-делле-Фонті
- Адельфія
- Бінетто
- Бітетто
- Бітритто
- Кассано-делле-Мурдже
- Грумо-Аппула